# Lineær
Indenfor matematik beskriver lineær eller linear et udtryk {\displaystyle f(x)}, som opfylder følgende krav:
- {\displaystyle f(x+y)=f(x)+f(y)} (superposition)
- {\displaystyle f(ax)=af(x)} (homogenitet)

Ordet lineær er afledt af det latinske linearis, som betyder "skabt af linjer".